# Moczydło (Marylin)
Moczydło – jezioro położone w województwie wielkopolskim, w gminie Drawsko, na terenie Puszczy Noteckiej na wysokości 46 m n.p.m. Do brzegów akwenu przylega wieś Marylin.
Jezioro, którego brzegi obsadzone są topolami, jest akwenem rekreacyjnym (plaża, boisko, domki letniskowe). Istnieją tu także pomosty wędkarskie i odbywają zawody w wędkowaniu.
Niekontrolowana zabudowa letniskowa i nieszczelności urządzeń sanitarnych doprowadziły tu do bardzo poważnej degradacji nie tylko jeziora, ale również otaczających je gruntów.